# Cody Banks, agent secret 2 : Destination Londres
Série
Cody Banks, agent secret
(2003)
Pour plus de détails, voir Fiche technique et Distribution.
Cody Banks, agent secret 2 : Destination Londres (Agent Cody Banks 2: Destination London) est un film américain réalisé par Kevin Allen, sorti en 2004.

## Synopsis
Cette nouvelle aventure de Cody Banks qui nous entraîne à Londres sur les traces d'un agent de la CIA (le propre instructeur de Cody Banks) qui vient de dérober au gouvernement américain un mécanisme ultra secret destiné à contrôler les esprits. La sécurité du monde est en jeu. Cody va devoir s'infiltrer dans un pensionnat très chic où l'on apprend la musique, afin de récupérer au plus vite ce mécanisme. Il va devoir cacher son identité réelle aux autres pensionnaires en se faisant passer pour un joueur de clarinette. Dans cette mission, la CIA lui adjoint Derek, un agent qui essaie désespérément de rentrer dans les bonnes grâces de l'Agence. Celui-ci est censé être le cuisinier de l'école, mais le problème est qu'il ne sait absolument pas faire la cuisine. Alors que tout se complique, le duo va trouver une aide inattendue en la personne d'une jeune étudiante britannique nommée Emily.

## Fiche technique
- Titre original : Agent Cody Banks 2: Destination London
- Titre français : Cody Banks, agent secret 2 : Destination Londres
- Titre québécois : L'Agent Cody Banks 2: Destination Londres
- Réalisation : Kevin Allen
- Scénario : Harald Zwart, Dylan Sellers et Don Rhymer, d'après les personnages de Jeffrey Jurgensen
- Production : Jason Alexander, Jennifer Birchfield-Eick, Kerry David, David Glasser, Danny Gold, Timothy J. Hamilton, Michael Jackman, Andreas Klein, Madonna, Robert Meyer Burnett (en), Mark Morgan, David Nicksay, Guy Oseary, Dylan Sellers, Bob Yari
- Musique : Mark Thomas
- Montage : Andrew MacRitchie
- Décors : Anita Dhillon et Sara Wan
- Costumes : Steven Noble
- Distribution : Metro-Goldwyn-Mayer (États-Unis et Canada) ; 20th Century Fox (France)
- Pays d'origine : États-Unis
- Format : Couleurs - 2,35:1 (Panavision anamorphique) - Dolby Digital - 35 mm
- Genre : comédie, espionnage
- Durée : 100 minutes
- Date de sortie : 16 juin 2004

## Distribution
- Frankie Muniz (VF : Donald Reignoux, VQ : Émile Mailhiot) : Cody Banks
- Anthony Anderson (VF : Frantz Confiac, VQ : Thiéry Dubé) : Derek Bowman
- Hannah Spearritt (VF : Laëtitia Godès, VQ : Kim Jalabert) : Emily Sommers
- Cynthia Stevenson (VF : Véronique Rivière, VQ : Natalie Hamel-Roy) : Mrs. Banks
- Daniel Roebuck (VF : Jean-Jacques Nervest, VQ : Antoine Durand) : Mr. Banks
- Anna Chancellor (VF : Nathalie Juvet, VQ : Nathalie Coupal) : Lady Josephine Kenworth
- Keith Allen (VF : Jean-Yves Chatelais, VQ : Stéphane Rivard) : Victor Diaz
- James Faulkner (VF : Jean-Claude Dauphin, VQ : Luis de Cespedes) : Lord Duncan Kenworth
- David Kelly (VF : Philippe Dumat, VQ : Claude Préfontaine) : Trival
- Santiago Segura (VF : Jean-Luc Kayser, VQ : Marc-André Bélanger) : Santiago
- Connor Widdows (en) (VF : Théo Gebel, VQ : Alexis del Vecchio) : Alex Banks
- Keith David (VF : Thierry Desroses, VQ : Pierre Chagnon) : Directeur de la CIA
- Rod Silvers (VF : Omar Yami) : Kumar
- Jack Stanley : Ryan
- Joshua Brody : Bender
- Sarah McNicholas : Marisa
- Philip Pedersen : Copain de Bender
- Paul Kaye (VQ : François Sasseville) : Neville Trubshaw
- Harry Burton : Proviseur de Westminster
- Julian Firth (en) (VF : Vincent Ropion) : Isambard Jerkalot
- Martyn Ellis : Welsh, gardien
- Damien Hirst : Arty Farty, gardien
- Mark Williams : Inspecteur Crescent
- James Dreyfus : Gordon
- Patti Love : Femme
- Henry Miller : Homme à la mobylette
- Masato Kamo : Touriste japonais
- Sam Douglas : Président des États-Unis
- Alfie Allen : Berkhamp à la contrebasse
- Leilah Isaac : Sabeen au basson
- Keiron Nelson : Habu au cor
- Theora Toumazi : Sonya au violon
- Keshini Sukhram : Violoniste
- Atim Laber : Violoncelliste
- Carly Minsky : Hautboïste
- Chris Bodell : Trompettiste
- Javkhaa Chuluunbaatar : Claveciniste
- Sammy Razack : Percussionniste
- Lewis Chase : Soldat (non crédité)
- John Perkins : Victime dans le fauteuil du dentiste (non crédité)

Sources légendes: Version française sur RS Doublage et Voxofilm Version québécoise (VQ) sur Doublage Québec